# Liste der Monuments historiques in Le Maisnil
Die Liste der Monuments historiques in Le Maisnil führt die Monuments historiques in der französischen Gemeinde Le Maisnil auf.

## Liste der Objekte
| Bezeichnung | Beschreibung           | Standort                | Kennzeichnung | Schutzstatus | Datum | Bild |
| ----------- | ---------------------- | ----------------------- | ------------- | ------------ | ----- | ---- |
| Taufbecken  | Stein, 16. Jahrhundert | in der Kirche St-Pierre | PM59007623    | Inscrit      | 1973  |      |